# Vandrie Group
 (mai 2025).
Vandrie Group est une entreprise spécialisée dans la transformation de la viande de veau. Vandrie Group est le leader mondial de la filière veau, en étant présent au Pays-Bas, en Belgique, en France et en Italie,.

## Histoire
Dans les années 1990, Vandrie Group acquiert la société Sobeval, basée en Dordogne.
En avril 2013, Vandrie Group acquiert les activités dédiées à la viande du veau de Lactalis, dont la marque Tendriade, qui comprend près de 700 salariés pour 200 000 veaux abattus par an,.
En avril 2024, Vandrie Group acquiert Ouest Élevage, comprenant les activités dédiées à la viande du veau de Laïta,,.